# Ixodes minutae
Ixodes minutae är en fästingart som beskrevs av Joseph Charles Arthur 1959. Ixodes minutae ingår i släktet Ixodes och familjen hårda fästingar. Inga underarter finns listade i Catalogue of Life.